# Gerlof Jukema
Gerlof Johannes Jukema (nascido em 1958) é um médico holandês e ex-político da Lista Pim Fortuyn (LPF).
Jukema nasceu em Nijverdal em 1958. Ele estudou medicina na Universidade de Leiden antes de trabalhar num hospital em Purmerend. Jukema tornou-se membro do LPF a pedido do seu líder Pim Fortuyn e foi eleito para a Câmara dos Representantes do partido em 2002. Após o assassinato de Fortuyn, Jukema causou uma leve controvérsia quando (juntamente com o colega parlamentar do LPF Milos Zvonar) ele afirmou que ajudaria a alimentar o assassino de Fortuyn, Volkert van der Graaf, depois de Der Graaf ter feito greve de fome na prisão. Para as eleições parlamentares de 2006, Jukema concorreu pelo partido Eén NL, que foi fundado pelo colega político do LPF Joost Eerdmans, mas não foi eleito.